# Illice kentuckiensis
Illice kentuckiensis là một loài bướm đêm thuộc phân họ Arctiinae, họ Erebidae.